# 梅原稜子
梅原 稜子（うめはら りょうこ、1942年10月4日 - ）は、日本の作家である。
愛媛県出身。早稲田大学文学部を卒業後、中央公論社勤務を経て、1971年に「円い旗の河床」で第33回文學界新人賞佳作に選ばれ作家となる。「夏の家」（第72回）、「掌の光景」（第73回）、「蔓の実」（第75回）、「四国山」（第90回）で4回とも芥川賞候補になるが、受賞にはならなかった。そのうち「四国山」で、1984年、第12回平林たい子文学賞を受賞。また、1997年、『海の回廊』で第47回芸術選奨文部大臣賞を受賞。
夫は、翻訳家、帝京大学名誉教授の松代洋一。

## 主な作品
- 『夕凪の河口』（集英社、1978年）
- 『渚には風もなくて』（講談社、1980年）
- 『双身・四国山』（新潮社、1984年）
- 『海の回廊』（新潮社、1996年）
- 『潮呼びの群火』（新潮社、2004年）